# Центр португальско-бразильских исследований
Центр португальско-бразильских исследований (порт. Centro de estudos luso-brasileiros, англ. Center for Portuguese and Brazilian Studies) — один из международных культурных центров в Санкт-Петербургском государственном университете.
Центр был создан в 1995 году при филологическом факультете под руководством Г. К. Неустроевой. В работе центра принимают участие преподаватели, студенты и выпускники португальского отделения кафедры романской филологии филологического факультета университета, а также специалисты других факультетов и научных организаций, чьи интересы так или иначе связаны с португальским языком и культурой португалоязычных стран.
Организацией центра занималась инициативная группа: преподаватели СПбГУ Б. Н. Комиссаров, И. А. Хохлова, А. М. Гах, А. В. Родосский, Е. С. Николаева, В. А. Катин, сотрудники МАЭ РАН Е. С. Соболева и А. Д. Дридзо, историк И. С. Шаркова; принимали участие многие другие.
Центр проводит международные научные конференции, поддерживает тесные контакты с различными университетами и культурными ассоциациями в Португалии и Бразилии. В них, в частности, принимали участие посол России в Португалии А. П. Смирнов,  президент Международной академии португальской культуры Ж. А. Агиар (порт. Joaquim António de Aguiar), президент Португало-российской культурной ассоциации (порт. Associação cultural luso-russa) Н.Л. Кардозу.
Адрес: 199034, Санкт-Петербург, Университетская наб., д. 11.